# Kristen Stewart
Kristen Jaymes Stewart (Los Angeles, 9 april 1990) is een Amerikaanse actrice. Ze speelde in diverse films, maar is vooral bekend door haar rol als Bella Swan in de Twilight-films.

## Levensloop
Kristen Stewarts vader is een televisieproducent die werkte voor Fox Broadcasting Company. Haar moeder is afkomstig uit Australië en werkt als scenarioschrijfster. De familie verhuisde voor een korte periode naar Colorado, voordat ze terugkeerden naar Stewarts geboortestad. Ze ging van school af toen ze in de brugklas zat en kreeg nadien privéles. Ze is vooral populair bij jongeren door haar rol in 'The Twilight Saga'.
Stewart maakte in 1999 haar filmdebuut, met een ongenoemde rol in de Disney Channel Original Movie The Thirteenth Year. In 2001 kreeg ze een bijrol in de onafhankelijke film The Safety of Objects, waarin ze de dochter speelde van Patricia Clarkson. In 2002 volgde haar grote doorbraak, met de gedeelde hoofdrol in de thriller Panic Room. Ze speelde hierin de dochter van Jodie Foster en kreeg positieve reacties voor haar rol en acteerspel. In eerste instantie had een andere kinderactrice de rol gekregen, met Nicole Kidman in de hoofdrol. Toen Kidman zich terugtrok en Foster de rol kreeg, ging de rol van de dochter naar Stewart wegens haar gelijkenis aan de actrice.
Door het succes van Panic Room werd Stewart opgemerkt en gecast als de dochter van Dennis Quaid en Sharon Stone in de thriller Cold Creek Manor (2003). Hierna volgde haar eerste hoofdrol, in de jeugdfilm Catch That Kid (2004). Ook was ze dat jaar naast Jamie Bell te zien in Undertow (2004) en had ze de hoofdrol in de televisiefilm Speak (2004). Stewart werd geprezen om haar vertolking van Melinda Sordino. In 2005 was ze te zien in de familiefilm Zathura: A Space Adventure. Hoewel de film positief ontvangen werd, kreeg Stewarts optreden niet veel media-aandacht. Dit was volgens de New York Times te wijten aan de beperktheid van haar rol.
In 2007 kreeg Stewart meer bekendheid. Aan het begin van het jaar speelde ze de hoofdrol in de horrorfilm The Messengers. Ze was enthousiast over haar rol, vanwege de samenwerking met de regisseurs Danny en Oxide Pang. Ze speelde Meg Ryans dochter en Adam Brody's liefje in In the Land of Women (2007). Hierna kreeg ze een bijrol in de Oscargenomineerde film Into the Wild. Ze speelde Tracy Tatro, een 16-jarige hippiezangeres die een oogje krijgt op het personage dat Emile Hirsch speelde. Het was een rol waarvoor ze was genoodzaakt te zingen en persoonlijk auditie moest doen bij regisseur Sean Penn. Hierna had ze een cameo in de actiefilm Jumper (2008) en was ze te zien als Robert De Niro's dochter in What Just Happened (2008).
In november 2007 werd bevestigd dat Stewart de rol van Bella Swan zal spelen in de bovennatuurlijke actiefilm Twilight. De film kreeg veel media-aandacht en maakte van Stewart onmiddellijk een ster. Het was een film met een klein budget en Stewart vertelde nog nooit zo hard te hebben gewerkt aan een filmproject als aan Twilight. Dankzij de grote media-aandacht van het eerste deel van de Twilight Saga kon het tweede deel voorzien worden van een groter budget. Er zijn in totaal vijf delen. In het vierde deel trouwt ze met Edward Cullen (gespeeld door acteur Robert Pattinson).
Na deze series films is Stewart gestaag blijven werken aan een variëteit van films, waarin ze bijvoorbeeld onafhankelijke producties met kleinere budgetten afwisselt met grote en zelfs ‘blockbuster-buster’-producties. Inmiddels is Stewart een stabiele actrice in Hollywood. Tevens is ze verbonden aan een internationaal bekend merk modehuis, waarvoor ze geregeld marketingactiviteiten heeft.

## Prijzen en nominaties
Kristen Stewart won 32 filmprijzen en kreeg 36 nominaties. Behalve een César en BAFTA Awards won ze ook een Golden Raspberry Award en werd ze meermaals genomineerd voor "Razzies". In 2015 was ze de eerste Amerikaanse actrice die een César in ontvangst mocht nemen. De belangrijkste:
| jaar | prijs                  | categorie                | genomineerde(n)                                                     | uitslag  |
| ---- | ---------------------- | ------------------------ | ------------------------------------------------------------------- | -------- |
| 2015 | César                  | Beste vrouwelijke bijrol | Clouds of Sils Maria                                                | Gewonnen |
| 2013 | Golden Raspberry Award | Slechtste actrice        | Snow White and the Huntsman The Twilight Saga: Breaking Dawn Part 2 | Gewonnen |
| 2010 | BAFTA Award            | Rising Star Award        | Rising Star Award                                                   | Gewonnen |

- Bibsys: 3013587
- Biblioteca Nacional de España: XX4836384
- Bibliothèque nationale de France: cb14504719w (data)
- Catàleg d'autoritats de noms i títols de Catalunya: 981058526025506706
- DBLP: 194/2705
- Gemeinsame Normdatei: 139211659
- International Standard Name Identifier: 0000 0001 2145 4130
- Library of Congress Control Number: no2002113229
- Nationale Bibliotheek van Letland: 000312045
- MusicBrainz: 49fbc5c2-9ce2-4c8b-b963-0c82c7c4525e
- Nationale Bibliotheek van Tsjechië: xx0098724
- Nationale bibliotheek van Australië: 60359393
- Nationale Bibliotheek van Israël: 987007449819405171
- Nationale Bibliotheek van Polen: a0000003072004
- Nederlandse Thesaurus van Auteursnamen: 27130443X
- Système universitaire de documentation: 08745002X
- Trove: 1708025
- Virtual International Authority File: 100506311
- WorldCat: E39PBJppDPFrrWbxFmPxQQV3cP